# Richard Kappelin

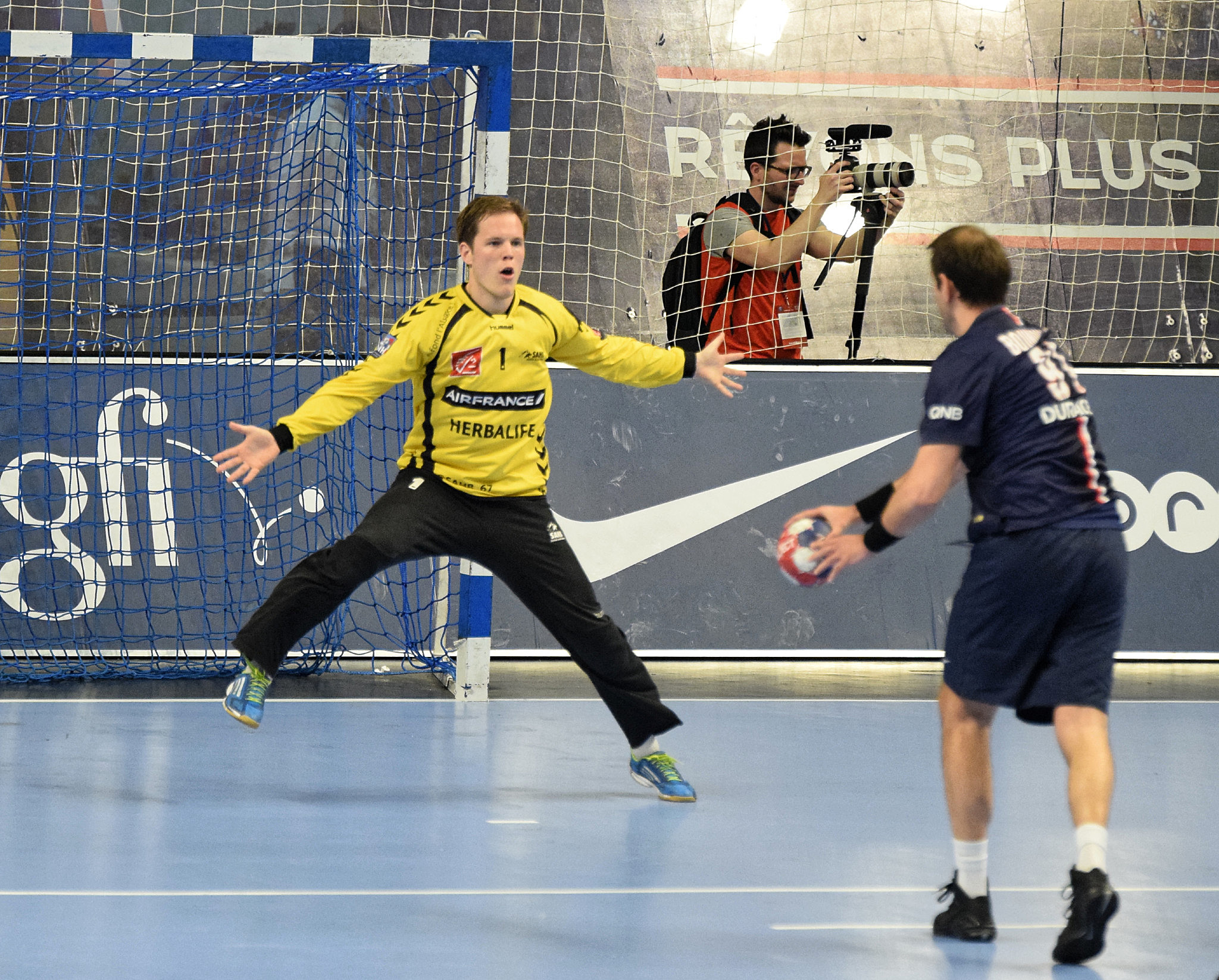
Partido entre PSG Handball y Sélestat. 8 de abril de 2015.

Richard Kappelin (Västerås, 30 de septiembre de 1983) es un exjugador de balonmano sueco que jugaba de portero. Su último equipo fue el IFK Kristianstad.

## Trayectoria
En 2003 ganó el mundial sub-21 en Brasil.
En 2004 y 2009 ganó la liga con el Alingsas HK. Fue el mejor portero en la liga de Suecia 2008 y 2009. 
En 2010 fichó por el Balonmano Ciudad Encantada. En su primera temporada como jugador de la liga Asobal fue uno de los mejores porteros, realizando 262 paradas. En su segunda temporada fue el segundo mejor portero en Asobal.
En la temporada 20012-2013 ficha por el BM. Aragón, debutando en un amistoso en la localidad de Autol frente al Naturhouse La Rioja,teniendo que marcharse en diciembre de 2012 por impagos. En 2013 fichó por el campeón danés, el Aalborg HB. La temporada 2014-2015 jugó en el Selestat, en la Primera División francesa. En junio de 2015 el Naturhouse La Rioja confirma su incorporación, firmando por una temporada, jugando después otra temporada más. En diciembre de 2016 se confirmó que a partir de verano de 2017 jugaría en el IFK Kristianstad.

## Palmarés

### Kristianstad
- Liga sueca de balonmano masculino (1): 2018

## Clubes
- IK Sävehof (2002-2004)
- Alignsås HK (2004-2006)
- IK Sävehof (2006-2007)
- IK Sävehof (2007-2010)
- BM Ciudad Encantanda (2010-2012)
- Balonmano Aragón (2012-2013)
- Al Gharafa (2013)
- Aalborg HB (2013-2014)
- Sélestat Alsace HB (2014-2015)
- Naturhouse La Rioja (2015-2017)
- IFK Kristianstad (2017-2020)